# Howard, o Pato
Howard, o Pato (Howard the Duck no original) é um personagem de HQs criado por Steve Gerber para a editora Marvel Comics.
Sua série mostra as aventuras de um pato humanóide de péssimo temperamento que está preso num mundo dominado por humanos. As histórias de Howard são geralmente paródias de filmes de ficção científica e fantasia, contando com um texto afiado e combinando experimentações bastante em metalinguagem. Em 1986, a Lucasfilm produziu um filme sobre o personagem.
Ele fez uma participação especial na cena pós-creditos do filme dos Guardiões da Galaxia,  e uma breve participação no filme Avengers: Endgame.

## Publicação
A década de 1970 foi na verdade uma grande transição da alegria colorida, das revoluções (sexual, feminista, étnica…), do psicodelismo da década de 1960 para os anos 80, no qual tais revoluções perderam seus sentidos. Como o "irmão do meio", os "70" ainda conservavam muito da psicodelia da década anterior, agora readaptada a um novo contexto social e oferecida para o consumo. Um ambiente além da transparência política, afinal é de um mundo pós-Vietnã que estamos falando. É claro que tais mudanças sociais, cedo ou tarde, acabariam se manifestando nos quadrinhos. Foi exatamente isto que aconteceu